# Класична архитектура
Класична архитектура је назив који се употребљава за архитектуру Античке Грчке и Анточког Рима. Након периода ренесансе принципи класичне архитектуре поново добијају на значају у европској архитектури. Тако су настали правци: класицизам, неокласицизам итд.

## Подела
Историјски гледано, разликујемо три различита периода:
- Класична грчка архитектура
- Етрурска архитектура
- Архитектура Рима

Грчка је пресудну улогу имала у формирању класичних архитектонских стилова, у дефинисању урбане функције агоре и одређивању типологије грађевина према цивилној намени. 

## Доступна литература
1. Х. В. Јансон, Историја уметности, Нови Сад, Прометеј, 2005.
2. Џон Самерсон, Класични језик архитектуре, Београд, Грађевинска књига, 2004.
3. Витрувије, Десет књига о архитектури, Београд, Грађевинска књига, 2006.